# Samsu-iluna
Samsu-iluna, dal cuneiforme sa-am-su-ilu-na𒊓𒄠𒋢𒄿𒇻𒈾, Shamshu in lingua amorrea (1770 a.C. circa – 1712 a.C.), fu il settimo re di Babilonia.
Fu il figlio e successore di Hammurabi. Ha governato dal 1749 al 1712 a.C. (secondo la cronologia media) o dal 1686 a 1648 a.C. (cronologia bassa). Il suo regno è stato segnato da violente rivolte dei territori conquistati da suo padre e l'abbandono di alcune città importanti, principalmente in Sumer.